# Praktpurpurmal
Praktpurpurmal, Eriocrania sparrmannella, är en fjärilsart som beskrevs av Louis-Augustin Bosc d'Antic 1791. Praktpurpurmal ingår i släktet Eriocrania och familjen purpurmalar, Eriocraniidae. Praktpurpurmal är reproducerande i både Sverige och Finland och enligt respektive rödlista är arten livskraftig, LC i båda länderna. Inga underarter finns listade i Catalogue of Life.

## Utseende
Praktpurpurmal har vackert tecknade framvingarna där grundfärgen är i guld med mönster i nyanser av lila och purpur. En tydlig bakkantsfläck finns också i form av ett mönsterfritt område i guld. Vingspannet är ca 9–12 mm. Bakvingarna är mörkt bruna med purpurskimmer i yttre halvan och ljusa fransar med mörka strimmor. Behåringen på huvudet är tät och  upprättstående. Håren på huvudet som egentligen är hårlika fjäll är mörkt brungrå och smutsbeige. Bakkroppen har svartbruna hår. Antennerna är mörkt gråbruna med ljusare undersidor och är ungefär hälften så långa som en framvinge.
Larven är vitaktig med brunt huvud och med upphöjda fläckar i brunt längs framkanten av första mellankroppssegmentet.

## Levnadssätt
Praktpurpurmal förekommer bl.a. i hagmarker med björk. Den är aktiv och flyger dagtid då solen skiner, från maj till början av juni.  Artens världväxt är björk, Betula spp honan lägger ägg i ett outvecklat blad. Larven gör en fläckmina i bladet. Minorna går att hitta från juni till början av juli vilket är senare än övriga purpurmalar i Norden.

## Utbredning
Praktpurpurmal i nästan hela Sverige men saknas i fjällen. I övriga norden finns arten i hela Danmark utom på Fyn och i de södra delarna av Norge och Finland. Det finns enstaka fynd längre norrut och luckorna där emellan beror sannolikt på att arten inte eftersökts tillräckligt. Utbredningen i Världen utgör hela Palearktiska regionen och sträcker sig från Brittiska öarna och österut till Japan.

## Bildgalleri

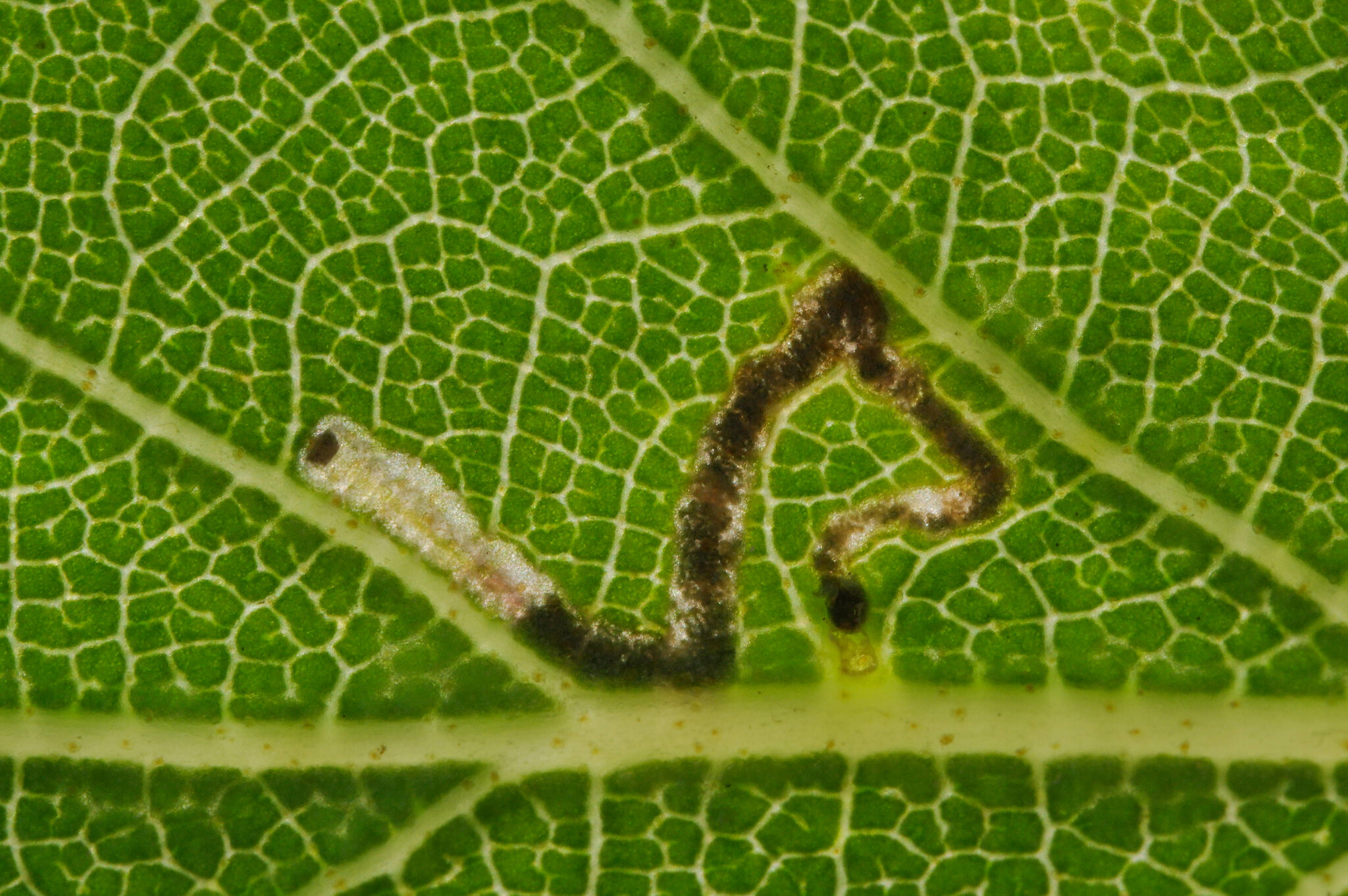
Praktpurpurmalens mina på ett björklöv.
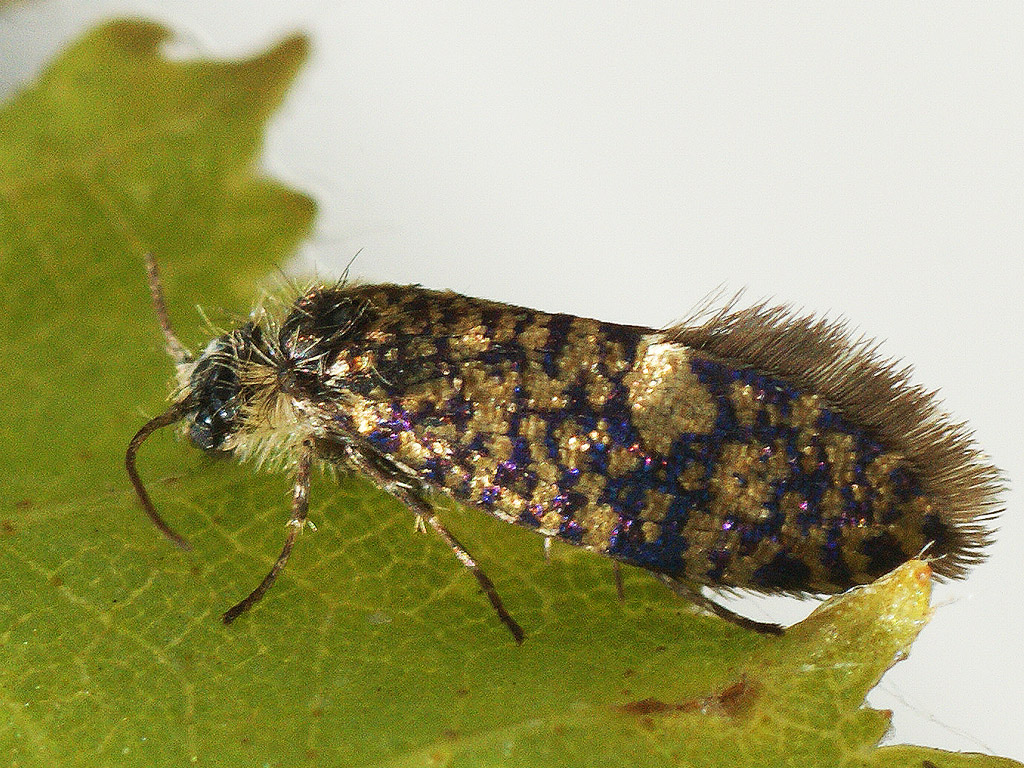
Imago fjäril
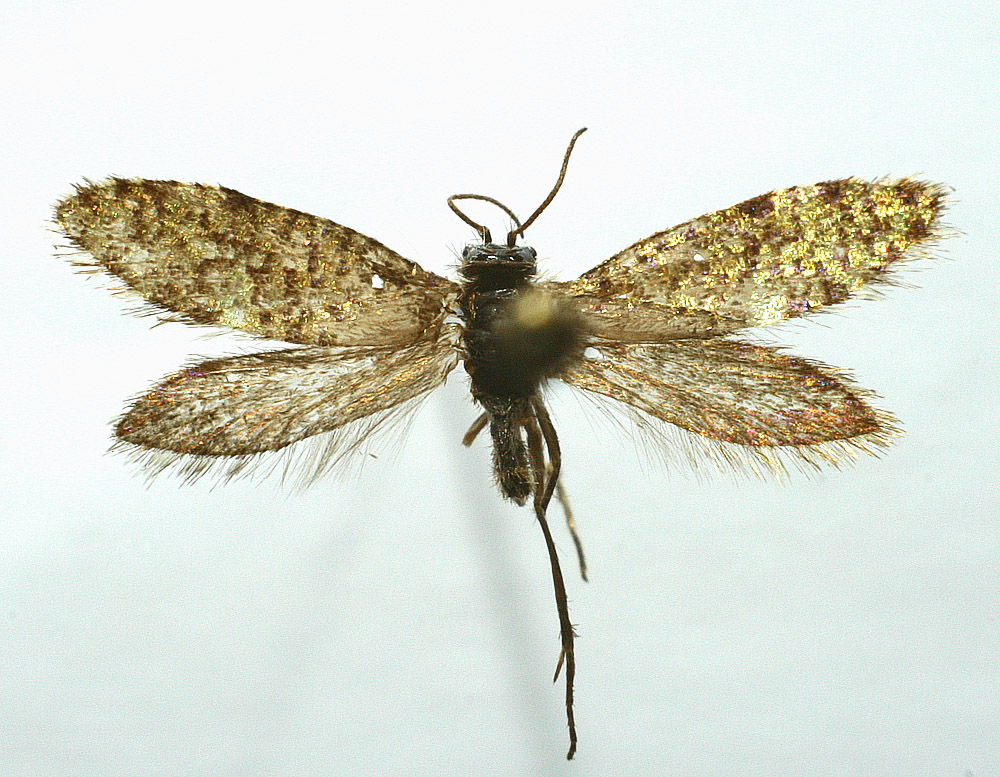
Preparerad (uppnålad) imago fjäril.